# Allästhesie
Allästhesie (von griech. ἄλλος (allos) für 'andere'; αίσθησης (aísthēsis) für 'Empfindung', 'Wahrnehmung'; engl. allaesthesia), auch Allachästhesie, Alloästhesie, Allochirie oder Allocheirie, ist definiert als qualitative Veränderung der Wahrnehmung sensorischer Reize (Berührung, Schmerz, Temperatur, akustische oder optische Reize). Die Reize erscheinen entfernt vom tatsächlichen Ort der Einwirkung (falsche Lokalisation). Die Allästhesie ist ein krankhaftes Symptom.
Andere bzw. ähnliche Empfindungsstörungen sind die Hyperästhesie (allgemeine Überempfindlichkeit für Berührungsreize), Hypästhesie (allgemeine Verminderung der Berührungs- und Drucksensibilität), Dysästhesie (unspezifische Empfindungsstörung) oder Parästhesie (nicht schmerzhafte andauernde Empfindung im Versorgungsgebiet eines Hautnervs ohne erkennbare adäquate physikalische Reize; „Kribbeln“).
Sie ist nicht zu verwechseln mit der Alliästhesie, einem physiologischen Phänomen.

## Formen
Es werden drei Formen der Allästhesie unterschieden.
- akustische Allästhesie

Ist eine Störung des Richtungshörens bei unterschiedlichen akustischen Einwirkungen auf beide Ohren.
- visuelle Allästhesie

Es handelt sich um die Wahrnehmung visueller Illusionen mit einer scheinbaren Verschiebung von Objekten im Gesichtsfeld von der realen Gesichtsfeldhälfte in die gegenüberliegende Gesichtsfeldhälfte. Ursachen sind Migräne, Epilepsie und Läsionen des Hinterhauptslappens.
- taktile oder motorische Allästhesie

Darunter versteht man die Empfindung eines taktilen Reizes (Berührung) an einer anderen Körperstelle als dem tatsächlich berührten Ort. Das kann z. B. die isolierte Berührung eines Armes sein, die aber fälschlich dem gegenüberliegenden Arm zugeordnet wird. Werden Reize generell auf der kontraläsionalen Seite nicht wahrgenommen ist das ein Hinweis auf einen Neglect.
Ursache ist (wie bei anderen Asomatognosien) meist eine Läsion der rechten Großhirnrinde (inferiore Parietalregion, Sulcus intraparietalis, Gyrus angularis, Gyrus supramarginalis).

## Therapie
Es wird eine Physiotherapie in Form einer Korrektur der Empfindung über nicht beeinträchtigte Sinnessysteme vorgeschlagen.